# ثورة رقمية
الثورة الرقمية هي عملية الانتقال من التقنيات الميكانيكية والتماثلية إلى الإلكترونيات الرقمية، والتي بدأت في وقت بين أوائل الخمسينيات وأواخر السبعينيات من القرن العشرين بتبني وتزايد أجهزة الكمبيوتر الرقمي وأجهزة التسجيل الرقمي الذي استمر حتى يومنا الحالي. يشير هذا المصطلح ضمنيًا أيضًا إلى التغيرات الشاملة التي أظهرتها الحوسبة الرقمية وتقنيات الاتصالات خلال وبعد النصف الثاني من القرن العشرين. بشكل مشابه للثورة الزراعية والثورة الصناعية في الماضي، حددت الثورة الرقمية بداية عصر المعلومات.
يعتبر الإنتاج الكبير والاستخدام الواسع للمنطق الرقمي وترانزستورات الأثر الحلقي لأكاسيد أنصاف النواقل المعدنية وشرائح الدارات المتكاملة والتقنيات المشتقة منها مثل الحواسيب والمعالجات الدقيقة والهواتف النقالة الرقمية والإنترنت من المقومات الأساسية لنجاح هذه الثورة. حولت هذه الإبداعات التقنية وسائل الإنتاج والعمل التقليدية.

## التاريخ

### تاريخ مختصر
ابتُكرت التكنولوجيا الكامنة وراء الثورة الرقمية في النصف الثاني من القرن التاسع عشر، ومن ضمنها المحرك التحليلي لتشارلز بابيج والتلغراف. أصبح الاتصال الرقمي متوفرًا تجاريًا للاستعمال واسع النطاق بعد اختراع الكمبيوتر الشخصي. يعود الفضل في وضع أساسات التحول الرقمي إلى كلود شانون عالم الرياضيات في مختبرات بيل، وذلك في مقاله الرائد: نظرية رياضية للاتصالات عام 1948. حولت الثورة الرقمية التكنولوجيا التي كانت تماثلية إلى الصيغة الرقمية. من خلال ذلك أصبح من الممكن إنشاء نسخ مطابقة للأصل. في الاتصالات الرقمية على سبيل المثال، تمكنت القطع المتكررة من تضخيم الإشارة الرقمية وإرسالها بدون خسارة أي معلومات من الإشارة. تعتبر إمكانية نقل المعلومات الرقمية بين الوسائط بالإضافة إلى الوصول إليها وتوزيعها عن بعد من الأمور المهمة للثورة الرقمية أيضًا.
كانت نقطة تحول الثورة الرقمية هي الانتقال من الموسيقى المسجلة بشكل تماثلي إلى الموسيقى المسجلة رقميًا. خلال ثمانينيات القرن العشرين حلت الصيغة الرقمية المتمثلة بالأقراص المضغوطة الضوئية (CD) محل الأشكال التماثلية مثل أقراص الفونوغراف وأشرطة الكاسيت كوسيلة تشغيل الوسائط الأكثر شعبية.

### 1947–1969: الأصول
في عام 1947، اخترع جون باردين ووالتر هاوزر براتين أول ترانزستور عامل، وهو ترانزستور التلامس النقطي القائم على الجرمانيوم، وكان ذلك أثناء عملهما تحت إشراف ويليام شوكلي في مختبرات بل. وأدى هذا لفتح الطريق إلى أجهزة حاسوب رقمية أكثر تقدمًا. ومنذ أواخر الأربعينيات من القرن العشرين، طورت الجامعات والجيش والشركات أنظمة حاسوب لتكرار الحسابات الرياضية التي كانت تُجرى يدويًا في السابق وأتمتتها رقميًا، ويعد ليو أول حاسوب متاح تجاريًا للأغراض العامة.
تضمنت التطورات التكنولوجية الهامة الأخرى اختراع شريحة دارة متكاملة متجانسة بواسطة روبرت نويس في شركة فيرتشايلد لأشباه الموصلات في عام 1959 (أصبح ذلك ممكنًا بفضل العملية السطحية التي طورها جان هورني)، وكان النجاح الأول هو ترانزستور الأثر الحقلي للأكاسيد المعدنية لأشباه الموصلات (الموسفت – أو ترانزستور موس) لمحمد عطا الله وداون كانغ في مختبرات بل في عام 1959، وتطوير عملية موس التكميلية سيموس بواسطة فرانك وانلاس وشي تانغ ساه في شركة فيرتشايلد في عام 1963.
بعد تطوير رقائق دارات موس المتكاملة في أوائل ستينيات القرن العشرين، وصلت رقائق موس إلى كثافة ترانزستور أعلى وتكاليف تصنيع أقل من الدارات المتكاملة ثنائية القطب بحلول عام 1964. زادت رقائق موس تعقيدًا بشكل أكبر بمعدل تنبأ به قانون مور، ما أدى إلى تكامل واسع النطاق (إل إس أي) مع مئات الترانزستورات على شريحة موس واحدة في أواخر الستينيات. كان تطبيق رقائق موس إل إس أي على الحوسبة أساس المعالجات الدقيقة الأولى، إذ بدأ المهندسون بإدراك أنه يمكن احتواء معالج حاسوب كامل على شريحة موس ذات تكامل واسع النطاق واحدة. وفي عام 1968، حسّن المهندس فيدريكو فاجين من شركة فيرتشايلد تقنية موس من خلال تطويره لشريحة موس ذات بوابة السيليكون، والتي استخدمها لاحقًا لتطوير وحدة المعالجة المركزية إنتل 4004، وهو أول معالج دقيق أحادي الرقاقة. أطلقته شركة إنتل في عام 1971، ووضع الأسس لثورة الحواسيب الصغيرة التي بدأت في سبعينيات القرن العشرين.
أدت تقنية موس أيضًا إلى تطوير حساسات صورة من أشباه الموصلات مناسبة لآلات التصوير الرقمية. وكان أول حساس للصور هو جهاز اقتران الشحنة، الذي طوره ويلارد إس بويل وجورج إي سميث في مختبرات بل في عام 1969، استنادًا إلى تقنية مكثف موس.

### 1969–1989: اختراع الإنترنت وظهور أجهزة الحاسوب المنزلية
تعرف الجمهور لأول مرة بالمفاهيم التي أدت إلى الإنترنت عندما جرى إرسال رسالة عبر شبكة أربا في عام 1969. وطورت شبكات تبديل الحزم مثل شبكات أربا، ومارك 1، وسيكلاد، وميريت، وتيمنت، وتلنت، في أواخر ستينيات وأوائل سبعينيات القرن العشرين، باستخدام مجموعة متنوعة من البروتوكولات. أدت شبكة أربا على وجه الخصوص إلى تطوير بروتوكولات التشبيك أو تركيب الشبكات، وفيها يمكن ربط العديد من الشبكات المنفصلة معًا في شبكة من الشبكات.
دعت حركة الأرض الكاملة في ستينيات القرن العشرين إلى استخدام التكنولوجيا الجديدة.
في سبعينيات القرن العشرين، جرى تقديم الحاسوب المنزلي، وحواسيب المشاركة الزمنية، ومشغل ألعاب الفيديو، وأول ألعاب فيديو تعمل بقطع النقود المعدنية، وبدأ العصر الذهبي لألعاب الفيديو مع لعبة سبيس إنفيدرز. ومع انتشار التكنولوجيا الرقمية، والتحول من حفظ السجلات اللا رقمية إلى الرقمية المعيار الجديد في الأعمال التجارية، بدأ انتشار وصف وظيفي جديد نسبيًا، وهو كاتب إدخال البيانات. كانت وظيفة كاتب إدخال البيانات، التي جرى انتقاؤها من رتب السكرتارية والطابعات من العقود السابقة، هي تحويل البيانات اللا رقمية (سجلات العملاء، والفواتير، وما إلى ذلك) إلى بيانات رقمية.
في الدول المتقدمة، حققت أجهزة الحاسوب شبه انتشار خلال ثمانينيات القرن العشرين حيث شقت طريقها إلى المدارس والمنازل والأعمال والصناعة. فكانت آلات الصراف الآلي، والروبوتات الصناعية، والصور المنشأة بالحاسوب في السينما والتلفزيون، والموسيقى الإلكترونية، وأنظمة لوحة البيانات، وألعاب الفيديو كلها تغذي ما أصبح روح العصر في ثمانينيات القرن العشرين. اشترى ملايين الأشخاص أجهزة حاسوب منزلية، وأصبحت أسماء مصنعي أجهزة الحاسوب الشخصية الأوائل مألوفة مثل آبل وكومودور وتاندي. حتى يومنا هذا، يُشار إلى كومودور 64 على أنه الحاسوب الأكثر مبيعًا على الإطلاق، إذ بيعت 17 مليون وحدة (حسب بعض السجلات) بين عامي 1982 و1994.
في عام 1984، بدأ مكتب الإحصاء الأمريكي في جمع البيانات حول استخدام الحاسوب والإنترنت في الولايات المتحدة. أظهر مسحهم الأول أن 8.2٪ من جميع الأسر الأمريكية كانت تمتلك جهاز حاسوب شخصي في عام 1984، وأن الأسر التي لديها أطفال دون سن 18 عامًا كانت أكثر عرضة لامتلاك واحد بنسبة الضعفين 15.3٪ (كانت أسر الطبقة المتوسطة والمتوسطة العليا هي الأكثر احتمالًا لامتلاك حاسوب بنسبة 22.9٪). وبحلول عام 1989، كانت نسبة 15٪ من جميع الأسر الأمريكية تمتلك جهاز حاسوب، وما يقرب من 30٪ من الأسر التي لديها أطفال تقل أعمارهم عن 18 عامًا تمتلك واحدًا. وبحلول أواخر ثمانينيات القرن العشرين، كانت العديد من الشركات تعتمد على أجهزة الحاسوب والتكنولوجيا الرقمية.
قدمت شركة موتورولا أول هاتف محمول في عام 1983، وهو موتورولا داينا تاك. ومع ذلك، استخدم هذا الجهاز للاتصال التماثلي، إذ لم يبدأ بيع الهواتف المحمولة الرقمية تجاريًا حتى عام 1991، عندما بدأ عمل شبكة الجيل الثاني في فنلندا لاستيعاب الطلب غير المتوقع على الهواتف المحمولة التي بدأت تصبح ظاهرة في أواخر ثمانينيات القرن العشرين.
توقعت مجلة كمبيوت! أن يكون القرص المضغوط – ذاكرة القراءة فقط هو محور الثورة، إذ تقوم أجهزة منزلية متعددة بقراءة هذه الأقراص.
صُنعت أول آلة تصوير رقمية حقيقية في عام 1988، وبدأ تسويقها في ديسمبر عام 1989 في اليابان، وفي عام 1990 في الولايات المتحدة. وبحلول منتصف العقد الأول من القرن الحادي والعشرين، طغت شعبيتها على شعبية أشرطة التصوير التقليدية.
اخترع الحبر الرقمي أيضًا في أواخر ثمانينيات القرن العشرين. وقد استخدم نظام إنتاج الرسوم المتحركة بالحاسوب التابع لشركة ديزني (تأسس عام 1988) لمشهد في فيلم حورية البحر عام 1989، ولجميع أفلام الرسوم المتحركة الخاصة بهم بين بداية تسعينيات القرن العشرين بفيلم المنقذون في أستراليا حتى عام 2004 في فيلم مزرعة في خطر.

### نهضة التكنولوجيا الرقمية واستخدام الحواسيب، 1980 – 2016
في أواخر الثمانينيات من القرن العشرين، كانت أقل من 1% من المعلومات العالمية المحفوظة تكنلوجيًا موجودة بصيغة رقمية، بينما أصبح هذا الرقم 94% عام 2007، وأكثر من 99% بحلول عام 2014. يقدر أن عام 2005 هو العام الذي تمكن فيه الإنسان من تخزين معلومات بالصيغة الرقمية أكثر منها بالصيغة التماثلية، وبذلك يعتبر تاريخ بدء «العصر الرقمي».
يقدر أن قدرة العالم على تخزين المعلومات تضاعفت من 2.6 إكسابايت (مضغوطة بشكل مثالي) في عام 1986 إلى نحو 5000 إكسابايت (5 زيتابايت) في عام 2014.

### 1990
- مشتركو الهواتف الخلوية: 12.5 مليون (0.25% من سكان العالم عام 1990).[31]
- مستخدمو الإنترنت: 2.8 مليون (0.05% من سكان العالم عام 1990).[32]

### 2000
- مشتركو الهواتف الخلوية: 1.5 مليار (19% من سكان العالم عام 2002).[32]
- مستخدمو الإنترنت: 631 مليون (11% من سكان العالم عام 2002).

### 2010
- مشتركو الهواتف الخلوية: 4 مليار (68% من سكان العالم عام 2010).[33]
- مستخدمو الإنترنت: 1.8 مليار (26.6% من سكان العالم عام 2010).

### 2016
- مستخدمو الإنترنت: 3.9 مليار (49.5% من سكان العالم عام 2016).[34]

## التقنيات المتبدلة
فيما يلي أمثلة عن التقنيات التماثلية التي تحولت إلى الشكل الرقمي، يشير العقد الزمني إلى الفترة التي أصبح فيها الشكل الرقمي هو المسيطر.
- الحاسوب التماثلي إلى الحاسوب الرقمي (الخمسينيات).
- التلكس إلى الفاكس (الثمانينيات).
- أقراص وأسطوانات الفونوغراف وأشرطة الكاسيت إلى الأقراص المضغوطة (الثمانينيات والتسعينيات، بالرغم من ازدياد مبيعات أقراص الفونوغراف مرة أخرى بعد عام 2010 بين جامعي المقتنيات القديمة).
- أشرطة الفيديو بصيغة في إتش إس إلى أقراص الفيديو الرقمية (بين 2000 و 2010).
- التصوير التماثلي (اللوح الفوتوغرافي والفيلم الفوتوغرافي) إلى التصوير الفوتوغرافي الرقمي (بين 2000 و 2010).
- التصوير السينمائي التماثلي إلى تصوير الفيديو الرقمي (بين 2010 و 2020).
- التصوير التلفزيوني التماثلي إلى التلفزيون الرقمي (متوقع في عقد العشرينيات من القرن الحادي والعشرين).
- الراديو التماثلي إلى الراديو الرقمي (متوقع في العشرينيات من القرن الحادي والعشرين).
- الهاتف الخلوي التماثلي (1G) إلى الهاتف الخلوي الرقمي (2G) (التسعينيات).
- الساعات الجدارية وساعات اليد التقليدية إلى الساعات الجدارية وساعات اليد الرقمية (ليس معروفًا حتى الآن).
- ميزان الحرارة التقليدي إلى ميزان الحرارة الرقمي (بين 2010 و 2020).
- الطباعة التقليدية إلى الطباعة الرقمية (متوقع في عشرينيات القرن الحادي والعشرين).

تراجعت أو اختفت التقنيات التماثلية التالية في عهد الثورة الرقمية:
- البريد (من المتوقع أن تستمر الحزم والطرود وتتراجع الأشكال الأخرى في عشرينيات القرن الحادي والعشرين).
- التلغرام (بين 2010 و 2020).
- الآلة الكاتبة (بين 2010 و 2020).
- الفاكس (بين 2010 و 2020).
- الهواتف الأرضية (متوقع في عشرينيات القرن الحادي والعشرين، فقط المكاتب سوف تستمر باستخدام الخطوط الأرضية).
- الهواتف العمومية المدفوعة (متوقع في عشرينيات القرن الحادي والعشرين).

تطورت وتحسنت التقنيات الرقمية:
- الكمبيوتر المكتبي إلى المحمول ثم الحاسوب اللوحي.
- أقراص الفيديو الرقمية إلى أقراص البلوراي ثم أقراص بلوراي بتقنية 4K.
- تقنيات اتصال 2G إلى 3G إلى 4G ثم إلى 5G (في أواخر عام 2019).
- الهاتف المحمول إلى الهاتف الذكي.
- الساعة الرقمية إلى الساعة الذكية.
- الميزان التقليدي التماثلي إلى الميزان الرقمي.

## التأثير الاجتماعي والاقتصادي
تتضمن الجوانب الإيجابية زيادة الاتصال والارتباط وسهولة التواصل والوصول إلى المعلومات التي كان ليسهل حجبها في الماضي من قبل الأنظمة الشمولية. كتب ميتشيو كاكو في كتبه «فيزياء المستقبل» أن فشل الإنقلاب السوفييتي عام 1991 كان سببه بشكل كبير هو وجود التكنولوجيا مثل الفاكس والكمبيوتر التي كشفت المعلومات المحجوبة.
كما أن تكنولوجيا الشبكات الإجتماعية والهواتف الذكية سهلت ثورات عام 2011 بشكل كبير، لكن تبين لاحقًا أن هذه الثورات فشلت إلى حد بعيد في الوصول إلى أهدافها إذ استُبدلت الأنظمة الدكتاتورية المسقطة بحكومات إسلامية متشددة وحدثت حرب أهلية في سوريا.
كان الأثر الاقتصادي للثورة الرقمية كبيرًا. لولا الشبكة العالمية (www) مثلًا لما كانت العولمة والتعهيد الخارجي أمورًا بالسهولة التي هي عليها اليوم. غيرت الثورة الرقمية بشكل جذري من طريقة تواصل البشر والشركات، إذ فتحت المجال فجأة أمام الشركات المحلية الصغيرة للوصول إلى أسواق أكبر بكثير. كما مكنت مفاهيم مثل الخدمات البرمجية والتصنيع عند الطلب وتكاليف التكنولوجيا المتناقصة بسرعة من الوصول إلى ابتكارات جديدة في جميع مجالات الصناعة والحياة اليومية.
بعد المخاوف المبدئية من الوصول إلى مفارقة الإنتاجية لتكنولوجيا المعلومات، تتزايد الأدلة حول أن التقنيات الرقمية قد رفعت إنتاجية وأداء مجالات العمل بشكل واضح.
تتضمن التأثيرات السلبية الإغراق المعلوماتي والمتحرشين الإلكترونيين وأشكالًا من الانعزال الاجتماعي والإغراق الإعلامي. في استطلاع شمل شخصيات بارزة من وسائل الإعلام الوطنية، ذكر 65% منهم أن الإنترنت يعيق عمل الصحافة أكثر مما يساعدها من خلال السماح لأي شخص مهما كان هاويًا وغير موهوب بأن يصبح صحفيًا مما يجعل المعلومات أكثر تناقضًا ومغالطة، ويفتح المجال أمام نظريات المؤامرة بشكل لم يكن موجودًا في السابق.
في بعض الحالات، لوحظ أن استخدام المنتشر للأجهزة الرقمية المحمولة وأجهزة الكمبيوتر الخاصة بالعمل لأغراض شخصية مثل البريد الإلكتروني والدردشة والألعاب من قبل العاملين في الشركات يقلل من إنتاجية هذه الشركات (وهذا ما يتصوره البعض بدون دليل أحيانًا). كما قادت أجهزة الكمبيوتر الشخصية والنشاطات الرقمية الأخرى غير المتعلقة بالعمل في مكان العمل إلى أشكال أشد من انتهاك الخصوصية، مثل تسجيل وتعقب المفاتيح المدخلة على لوحة المفاتيح وتطبيقات فلترة المعلومات (برمجيات التجسس وبرمجيات التحكم بالمحتوى).